# Matances de presoners de l'NKVD
Les matances de presoners de l'NKVD es refereixen a una sèrie d'execucions massives portades a terme per l'NKVD soviètic contra presoners a l'Europa Oriental, especialment a Polònia, els estats Bàltics, Bessaràbia, Ucraïna i d'altres regions de la Unió Soviètica d'on l'Exèrcit Roig es retirava després de la invasió alemanya el 1941. Les estimacions de les víctimes varien, de prop de 9.000 a Ucraïna a 100.000, amb 10.000 víctimes només a la Ucraïna occidental. No tots els presoners van ser assassinats: alguns d'ells van ser abandonats o aconseguiren fugir, car els botxins soviètics, retirant-se a correcuita davant l'avanç alemany, no podien tenir cura de tots ells.

## Les massacres
L'NKVD i l'Exèrcit Roig van matar presoners en molts llocs des de Polònia (per exemple, Białystok) a Crimea. Immediatament després de l'inici de la invasió alemanya de la Unió Soviètica, l'NKVD començà a executar grans nombres de presoners en la majoria de les seves presons, mentre que la resta va ser evacuades en marxes de la mort. Molts d'ells eren presoners polítics, empresonats i executats sense judici. Les massacres van ser documentades per les autoritats alemanyes i usades per propòsits de propaganda anti-soviètica i anti-jueva. Amb poques excepcions, el gran grup de presoners de la Belarús occidental i la Ucraïna occidental van marxar cap a l'est, van ser executats, o totes dues. Després de la guerra i en l'actualitat, les autoritats d'Alemanya, Polònia, Belarús i Israel han identificat no menys de 25 presons, els presoners de les quals van ser morts, així com un nombre molt major de llocs on s'efectuaren execucions. Entre els casos notables d'aquestes execucions massives de presoners estan:

### Belarús
- Grodno: el 22 de juny, l'NKVD executà diverses dotzenes de gent a les presons locals. L'execució dels 1.700 presoners restants va acabar amb l'aproximació de l'exèrcit alemany, que provocà l'evacuació de les tropes de l'NKVD.[11]
- Berezwecz, prop de Vítsiebsk:[7] el 24 de juny, l'NKVD executà uns 800 presoners, la majoria d'ells ciutadans polonesos. Milers més van morir durant una marxa de la mort fins Nikolaevo, prop d'Ulla.[12]
- Txervien, prop de Minsk: a finals de juny, l'NKVD inicià l'evacuació de totes les presons de Minsk. Entre el 24 i el 27 de juny, diversos milers de persones van morir a Txervien i durant les marxes de la mort.[13]

### Estònia
- Tartu: el 9 de juliol de 1941, gairebé 250 detinguts van ser afusellats a la presó de Tartu; els seus cossos van ser llançats a tombes comunes i a la presó.[14]
- Massacre de Kautla: el 24 de juliol de 1941, l'Exèrcit Roig va matar uns 20 civils i posteriorment va cremar les seves granges.

### Letònia
- Litene: s'executaren oficials letons
- Vileika: el 24 de juny, diverses dotzenes de persones, principalment presoners polítics, malalts i ferits, van ser executats abans que els seus guardians soviètics marxessin.[15]

### Lituània
- Vílnius: després de la invasió alemanya, l'NKVD assassinà un gran nombre de presoners a la imfame Presó de Lukiškės.[16]
- Rainiai: uns 80 presoners polítics van ser assassinats en el que es coneix com la massacre de Rainiai, el 24 i 25 de juny
- Presó de Pravieniškės, prop de Kaunas: al juny de 1941, l'NKVD assassinà 260 presoners polítics i a tots els treballadors lituans de la presó.

### Polònia
Vegeu també: Massacre de Katyn
El 1941, la major part de la població polonesa, subjectes al mandat soviètic des de feia dos anys, ja havien estat deportats de les regions frontereres a zones remotes de la Unió Soviètica. D'altres, incloent-hi un gran nombre de ciutadans polonesos d'altres ètnies (principalment belarussos i ucraïnesos) van ser tancats provisionalment en presons en ciutats de la regió, d'on van ser deportats a les presons de l'NKVD a Moscou o als Gulags. S'estima que de 13 milions de persones que vivien a la Polònia Oriental de preguerra, prop de mig milió van ser detinguts, un 90% dels quals eren homes. Així, prop de la desena parts dels homes estaven empresonats en el moment de l'ofensiva alemanya. Molts d'ells van morir a la presó, víctimes de la tortura o de la negligència. Els mètodes de tortura incloïen escaldar als presoners amb aigua bullent o tallar-los orelles, nassos o dits.
- Lviv (Lwów): Les massacres en aquesta ciutat començaren immediatament després de l'atac alemany, el 22 de juny, i continuaren fins al 28 de juny. L'NKVD executà diversos milers de presoners a les diverses presons provisionals. Entre els mètodes habituals d'extermini estava afusellar-los a les seves cel·les, mitjançant granades llançades dins de les cel·les o deixant-los morir de fam. Alguns simplement van ser morts amb les baionetes.[2] S'estima que uns 4.000 van ser assassinats així, mentre que el nombre de supervivents s'estima en només 270.[11] La massacre es va donar per finalitzada quan l'alçament local ucraïnès forçà les tropes de l'NKVD a retirar-se, però tornaren.[18]
- Lutsk (Łuck): Després que la presó rebés l'impacte del bombardeig alemany, les autoritats soviètiques van prometre l'amnistia a tots els presoners polítics, per tal d'evitar fugides. Mentre que s'alienaven, van ser metrallats des dels tancs soviètics. Uns 370 van quedar per enterrar els morts, i després també van ser assassinats. El Ministeri d'Exteriors alemany afirmà que 1.500 ucraïnesos van ser assassinats, mentre que les SS i la intel·ligència militar alemanya afirmaren que havien estat 4.000.[19]
- Berejani (Brzeżany) prop de Ternópil (Tarnópol): entre el 22 de juny i l'1 de juliol, els funcionaris de la presó local de l'NKVD executaren sense judici uns 300 ciutadans polonesos, entre ells un gran nombre d'ucraïnesos.[11]

### Rússia
- Oriol: al setembre de 1941, uns 150 presoners polítics (entre ells Christian Rakovski, Maria Spiridonova i Olga Kameneva) van ser executats al bosc de Medvedevski, prop d'Oriol.

### Ucraïna
- Vínnitsia: uns 9.000 executats.[3]

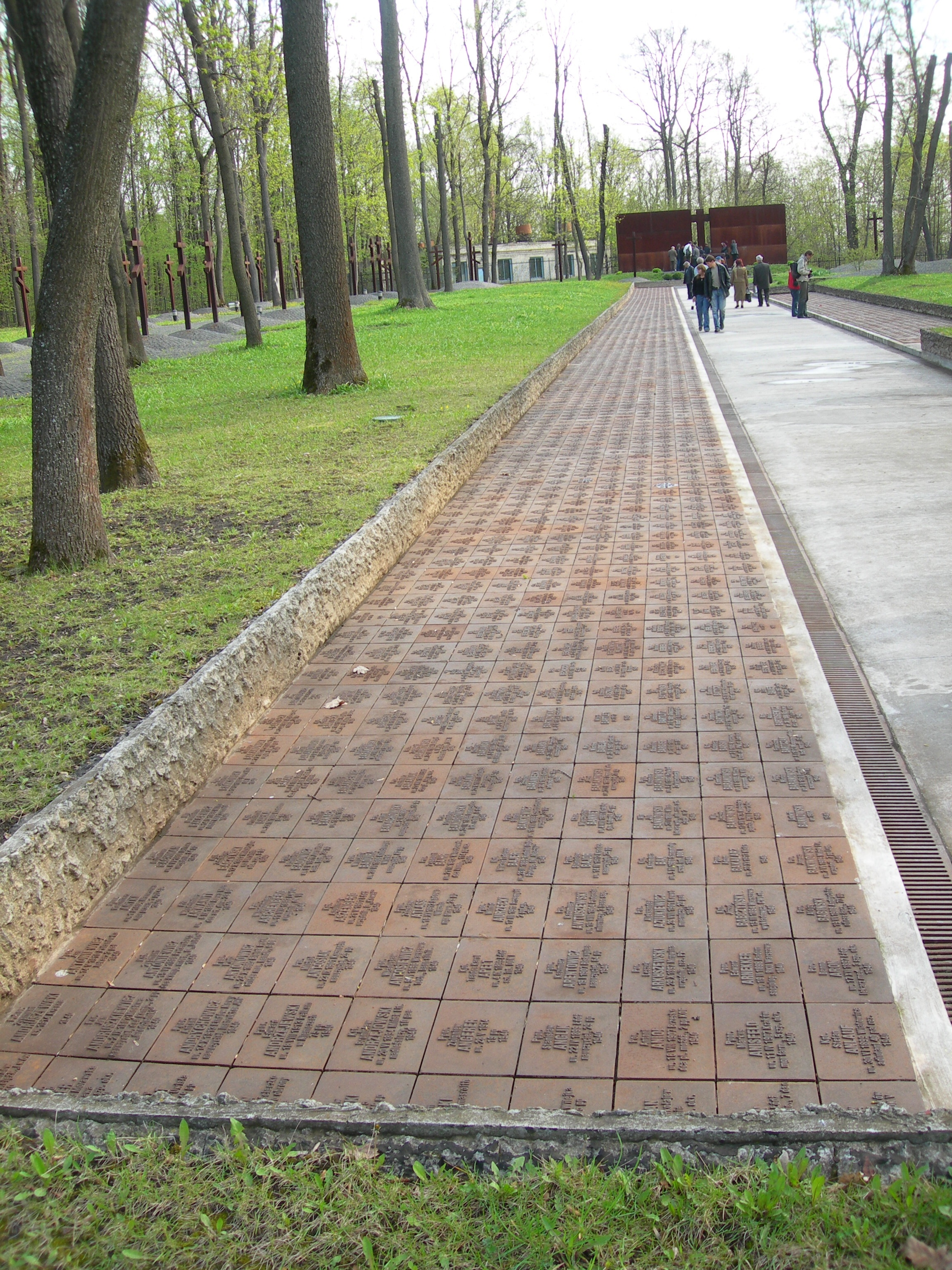
Memorial de Katyn-Khàrkiv

- Dubno: tots els presoners, incloent-hi dones i nens, van ser executats a la presó de Dubno.[2]
- Sambir (Sambor): 570 morts[20]
- Simferòpol: El 31 d'octubre, l'NKVD afusellà un grup de gent a l'edifici de l'NKVD i a la presó de la ciutat. A Ialta, el 4 de novembre, l'NKVD afusellà tots els presoners a les presons de les ciutats.[5]
- Khàrkiv: 8.000 detinguts de l'NKVD, juntament amb oficials polonesos, van ser executats als afores de Khàrkiv.